# クォーク
クォーク (quark) とは、素粒子のグループの一つである。レプトン、ボソンとともに物質の基本的な構成要素であり、クォークはハドロンを構成する。クオークと表記することもある。
クォークという名称は、1963年にモデルの提唱者の一人であるマレー・ゲルマンにより、ジェイムズ・ジョイスの小説『フィネガンズ・ウェイク』中の一節 "Three quarks for Muster Mark" から命名された。カモメの鳴き声を意味する。
日本語では他の素粒子には「電子」「光子」などの漢語の名前が使われているが、クォークはquarkを音写した「クォーク」が用いられている。中国語では「層子」と表記される。

## 概要
クォークは、現在の実験的事実からは内部構造を持たないとされており、レプトン、ゲージ粒子、ヒッグス粒子とともに標準模型を構成する素粒子のグループのひとつである。クォークどうしは結合してハドロン（バリオンやメソンなど）と呼ばれる複合粒子を形成する。最も安定なハドロンは、原子核の構成要素である陽子および中性子である。クォークの閉じ込めとして知られる現象により、クォークは相当な高エネルギー状態でなければ単独で観測されることはなく、ハドロンの中においてのみ観測することができる。この理由により、クォークについて知られていることはハドロンの状態から分かることがほとんどであり、裸のクォークの性質はまだよく分かっていない。クォークが裸の状態で存在する「クォーク星」と呼ぶべき天体が存在する可能性が指摘されており、生成過程としては天体の超新星爆発の後などが考えられている。クォーク星らしいと考えられる特徴を持つ天体が既にいくつか発見されている（クォークグルーオンプラズマも参照）。
クォークは、6種類（フレーバーと呼ばれる）存在し、三つの世代を形成する。すなわち、第一世代のアップ、ダウン、第二世代のチャーム、ストレンジ、および第三世代のトップ、ボトムである。各世代は、電荷が正のものと負のもので対を作っている。クォークの質量は世代が上がるごとに増加する。より重たいクォークは粒子崩壊（高質量状態から低質量状態への変換）の過程を経てすぐにアップおよびダウンクォークに変化する。このようにアップおよびダウンクォークは安定であり、宇宙の中で最も多く存在するクォークである。一方のチャーム、ストレンジ、トップおよびボトムは、宇宙線や粒子加速器の中で起こるような高エネルギー衝突の中でしか生成されない。
クォークは、電荷、色荷、スピンおよび質量などさまざまな固有の性質を持つ。クォークは標準模型において唯一、四つの基本相互作用全ての影響を受ける素粒子のグループである。基本的な相互作用は、基本的な力として知られ、電磁力、重力、強い力および弱い力がある。また、クォークは電荷が素電荷の整数倍ではないことが知られている唯一の粒子群である。全てのクォークのフレーバーについて、それに対応する反粒子が存在する。この反クォークは、クォークのいくつかの性質が大きさは等しいが符号が逆になった値（反数）を持つ。
クォークモデルは、二人の物理学者、マレー・ゲルマンおよびジョージ・ツワイクによって独立に1964年に提唱された。クォークはハドロンを系統立てる枠組みの一部として導入され、SLACにおける深非弾性散乱実験により物理的な存在の証拠が1968年に発見された。クォークのフレーバーの6つが全て加速器実験により観測されており、最後に見つかったものは1995年にフェルミラボで見つかったトップクォークである。

## ハドロンとクォーク
クォークモデルが確立するまではハドロンが強い相互作用を行う粒子であり、また素粒子であると考えられていた。しかし異常磁気モーメントの問題、特に電荷を持たない中性子が強い磁気モーメントを持つ事は未解決問題であるとされていた。加えて新たなハドロンの発見が続き、結局は核子について、より小さい構成要素による構造を仮定せざるを得なくなった（クォークモデル参照）。現在では、ハドロンは、6種類のクォークとハドロン内部で強い相互作用を伝播する8種類のグルーオンとから構成されるものとして考えられている。
ハドロンは、バリオンと中間子（メソン）に分けられる。バリオンは価クォーク3個、中間子は価クォーク1個と反価クォーク1個から構成される。例えば、
- バリオンである陽子はアップクォーク2個とダウンクォーク1個
- バリオンである中性子はアップクォーク1個とダウンクォーク2個
- 中間子であるK中間子はストレンジクォーク1個と反アップクォーク1個

からなる。

## クォークの質量
カレントクォーク1個の質量は、例えばアップクォーク (u) は電子の10倍、ダウンクォーク (d) は20倍程度だが、これらが集まると質量は普通とは違った結果になる。例えば、
- uudの組み合わせは陽子を構成するが、質量は10+10+20=40とはならず電子の1836倍程度
- uddでは中性子だが、10+20+20=50とはならず1839倍程度

となる。これは強い相互作用の結合エネルギーによるものである。

## 多クォーク粒子
これまでは、ハドロンは上記のように価クォーク2個の中間子または3個のバリオンの組み合わせでしか見つかっていなかった。しかし、理論上予測されていた価クォーク4個の組合わせからなるテトラクォークおよび5個の組み合わせからなるペンタクォークが発見された可能性がある。

## クォークの一覧
| 世代      | 名前       | 記号 | 質量 (MeV/c2)* | J   | B    | Q    | I3   | C  | S  | T  | B′ | 反粒子       | 反粒子記号 |
| --------- | ---------- | ---- | -------------- | --- | ---- | ---- | ---- | -- | -- | -- | -- | ------------ | ---------- |
| 第一 世代 | アップ     | u    | 1.7 - 3.1      | 1⁄2 | +1⁄3 | +2⁄3 | +1⁄2 | 0  | 0  | 0  | 0  | 反アップ     | u          |
| 第一 世代 | ダウン     | d    | 4.1 - 5.7      | 1⁄2 | +1⁄3 | −1⁄3 | −1⁄2 | 0  | 0  | 0  | 0  | 反ダウン     | d          |
| 第二 世代 | チャーム   | c    | 1290+50 −110   | 1⁄2 | +1⁄3 | +2⁄3 | 0    | +1 | 0  | 0  | 0  | 反チャーム   | c          |
| 第二 世代 | ストレンジ | s    | 100+30 −20     | 1⁄2 | +1⁄3 | −1⁄3 | 0    | 0  | −1 | 0  | 0  | 反ストレンジ | s          |
| 第三 世代 | トップ     | t    | 172000±2200    | 1⁄2 | +1⁄3 | +2⁄3 | 0    | 0  | 0  | +1 | 0  | 反トップ     | t          |
| 第三 世代 | ボトム     | b    | 4190+180 −60   | 1⁄2 | +1⁄3 | −1⁄3 | 0    | 0  | 0  | 0  | −1 | 反ボトム     | b          |